# Никольский (Выгоничский район)
Никольский (Новоникольский) — посёлок в Выгоничском районе Брянской области, в составе Выгоничского городского поселения. Расположен в 4 км к востоку от деревни Переторги, на правом берегу реки Ревны. Население — 25 человек (2010).

## История
Основан в 1810-х гг. как хутор (также назывался Новояковский); бывшее владение Саловых. Входил в приход села Сосновки. С 1861 по 1924 год в Пролысовской волости Трубчевского уезда; в 1924—1929 годах в Выгоничской волости Бежицкого уезда; с 1929 года в Выгоничском районе, а в период его временного расформирования (1932—1939, 1963—1977) — в Брянском районе. До 1930-х гг. — центр Никольского сельсовета; позднее в Сосновском, Залядковском, Колоднянском, Лопушском сельсоветах; с 1975 по 2005 год — в Выгоничском поссовете.
| Годы      | 1866 | 1886 | 1926 | 1979 | 1989 | 2002 | 2010 |
| --------- | ---- | ---- | ---- | ---- | ---- | ---- | ---- |
| Население | 107  | 184  | 340  | 42   | 93   | 71   | 25   |